# Quality Cafe
Quality Cafe var et cafeteria i Los Angeles indtil 2007, der er blevet brugt som location i et stort antal Hollywoodfilm, som blandt andre Training Day, Old School, Se7en, Ghost World, 60 sekunder, og Catch Me If You Can.